# Поддембиці (Куявсько-Поморське воєводство)
Поддембиці (пол. Poddębice, нім. Grüneiche) — село в Польщі, у гміні Влоцлавек Влоцлавського повіту Куявсько-Поморського воєводства.
Населення — 108 осіб (2011).
У 1975-1998 роках село належало до Влоцлавського воєводства.

## Демографія
Демографічна структура станом на 31 березня 2011 року:
|          | Загалом | Допрацездатний вік | Працездатний вік | Постпрацездатний вік |
| -------- | ------- | ------------------ | ---------------- | -------------------- |
| Чоловіки | 48      | 7                  | 34               | 7                    |
| Жінки    | 60      | 14                 | 33               | 13                   |
| Разом    | 108     | 21                 | 67               | 20                   |